# Melanosphecia
Melanosphecia is een geslacht van vlinders uit de familie wespvlinders (Sesiidae), onderfamilie Sesiinae.
Melanosphecia is voor het eerst wetenschappelijk beschreven door Le Cerf in 1916. De typesoort is Melanosphecia atra.

## Soorten
Melanosphecia omvat de volgende soorten:
- Melanosphecia atra Le Cerf, 1916
- Melanosphecia auricollis (Rothschild, 1912)
- Melanosphecia dohertyi Hampson, 1919
- Melanosphecia funebris (Rothschild, 1911)